# Leandro García Morales
Leandro García Morales (Montevideo Uruguay, 27 de junio de 1980) es un entrenador de baloncesto uruguayo. Actualmente se desempeña como director técnico en el equipo de Peñarol de la Liga Uruguaya de Básquetbol
Fue jugador profesional de baloncesto en la posición de Escolta. Su último club fue  Biguá, siendo la temporada 2023/24 de la Liga Uruguaya de Basketball la última de su carrera. Fue miembro de la Selección de baloncesto de Uruguay. Es considerado uno de los mejores jugadores que ha dado Uruguay, y es hasta ahora el más ganador de la Liga Uruguaya de Básquetbol con seis títulos conseguidos en 13 participaciones.

## Biografía
Nacido en una familia del barrio de Punta Carretas, es el menor de cuatro hermanos. Comienza su vocación por el básquet desde los 11 años en el Club Biguá. Jugó en las divisiones formativas del club, hasta 1998 bajo las órdenes del entrenador Alejandro Gava. Desde este año 1998 continuó sus estudios y carrera basquetbolística en EE. UU. concurriendo a diferentes universidades y obteniendo importantes logros. Conjuntamente forma parte del Selección de baloncesto de Uruguay juvenil desde 1995 y mayor desde 2000, hasta su retiro voluntario de la selección en 2015. Su carrera profesional comienza en 2004 en Italia y continúa hasta hoy en día habiendo jugado en países como: Venezuela, México, Argentina, Irán, Puerto Rico y Uruguay.

## Trayectoria

### Jugador
En julio de 1998 es reclutado por el Champagnat Catholic School donde termina sus estudios secundarios logrando la obtención del campeonato nacional  FHSAA y mejor jugador del año 1999.
En 2000 es becado por la  Universidad Lynn, donde cursa su primer año universitario y es distinguido como “Freshman of the year” por NCAA.
En 2001 continúa su carrera en Miami Dade College logrando la distinción de mejor jugador de la NJCAA.
Entre 2002 y 2004 termina sus estudios universitarios en la Universidad Texas A&M.
En 2004 es contratado por Viola Reggio Calabria de la 1.ª división italiana (Lega). La siguiente temporada es contratado por Junior Casale Monferrato de la Lega Due.
En 2006 juega en el equipo Pedro Echagüe de la liga Torneo Nacional de Ascenso, logrando los títulos de mejor anotador (23,4 PPP), mejor extranjero y MVP (mejor jugador de la liga).
En 2007 juega para Biguá de la LUB, logrando el campeonato y mejor jugador del torneo.
En 2008 juega para Cocodrilos de Caracas de la LPB, obteniendo el campeonato. En septiembre comienza una nueva temporada en Biguá de la LUB, donde consigue el campeonato nacional, elegido MVP, mejor jugador de la liga. Asimismo en Biguá juega el torneo sudamericano de clubes campeones FIBA logrando el título, MVP mejor jugador del torneo, y goleador (24,9 PPP).
En 2009 viaja a Irán a jugar con el equipo de Saba Mehr Qazvin BC de la liga Irán-Superleague. A continuación a partir de mayo, nuevamente juega para Cocodrilos de Caracas de la LPB y en agosto viaja a México para integrar el plantel de Halcones de Xalapa de la LNBP logrando un nuevo título de campeón y MVP, mejor jugador de la liga.
En 2010 otro ciclo en Cocodrilos de Caracas de la LPB obteniendo un nuevo título de campeón de la LPB. En agosto del mismo año retorna a Halcones de Xalapa de la LNBP.
En 2011 cierra otra temporada en Cocodrilos de Caracas de la LPB y a partir de agosto se incorpora al equipo de Biguá de la LUB.
En febrero de 2012 juega en Club San Martín de Corrientes de la LNB de Argentina y a continuación se integra nuevamente al equipo de Cocodrilos de Caracas de la LPB. A partir de julio de 2012 concreta su vinculación con el Club Atlético Aguada el cual defendió en la temporada 2012-13 de la LUB logrando el título de Campeón y otro título de MVP de la temporada. En la final jugada el 6 de mayo, Leandro conquistó los récords de Valoración: 43 unidades, Puntos: 36, Libres: 25/25 y 25,8 PPP en los playoff. Asimismo en 2014 logró convertir 42 puntos en el partido Aguada vs Halcones por el tercer puesto de la Liga de las Américas convirtiéndose así en el máximo goleador histórico del torneo continental. 
En la temporada 2013-14 de la LUB Aguada es eliminado en semifinales del torneo, a partir de abril de 2014, Leandro es contratado por Capitanes de Arecibo del Baloncesto Superior Nacional de Puerto Rico , equipo con el cual llegaría a las finales del BSN cayendo derrotado frente a Leones de Ponce , en el último partido de la serie final Leandro sufrió una lesión de ligamentos cruzados la cual lo deja fuera de las canchas hasta febrero de 2015 donde se reintegrara a su exequipo, el Club Atlético Aguada de Uruguay. Leandro se vuelve a integrar a Los Capitanes de Arecibo donde milita como base escolta y se encaminan a la Postemporada del BSN 2015. 
A fines de 2015 el Club A. Aguada no puede mantener el contrato con el jugador y pasa al equipo de Hebraica y Macabi con un contrato de tres años. Logran el campeonato de la LUB temporada 2015-2016. En mayo de ese año es contratado por Vaqueros de Bayamón del Baloncesto Superior Nacional de Puerto Rico. Luego de una corta temporada en Argentina, en Instituto de Córdoba a fines de 2018 y principios de 2019, regresa a Uruguay. El 30 de Enero mientras regresa  sufre un grave accidente de tránsito en la ruta 11 argentina, debiendo ser operado por doble fractura en mano derecha, además de lesiones en rodilla, hombro y tobillo. Mientras se recupera, firma contrato con Aguada por dos temporadas, volviendo a jugar un partido oficial el 9 de octubre de 2019. El 26 de febrero de 2021, después de varios atrasos por la pandemia Covid-19, consigue el título de Campeón LUB 2019-2020. En 2022 llega a semifinales de la liga con Aguada, jugando la temporada con el dorsal #100 en homenaje a los 100 años del club. En Junio de ese año el club rescinde su contrato. En octubre de 2022 juega varios partidos amistosos en Estados Unidos como refuerzo de equipo israelí Maccabi Ra’anana, enfrentando a equipos de la NBA en su pretemporada. En enero de 2023 se anunció su incorporación al club Larre Borges y llega con este equipo a cuartos de final de la Liga Uruguaya.  

### Resumen
| País                      | Equipo/Institución                             | Año                   |
| ------------------------- | ---------------------------------------------- | --------------------- |
| Bandera de Estados Unidos | Universidad Lynn                               | (2000-01)             |
| Bandera de Estados Unidos | Miami Dade College                             | (2001-02)             |
| Bandera de Estados Unidos | Universidad Texas A&M                          | (2002-04)             |
| Bandera de Uruguay        | Olimpia                                        | (2004-05)             |
| Bandera de Italia         | Viola Reggio Calabria                          | (2005-06)             |
| Bandera de Italia         | Junior Casale Monferrato                       | (2006)                |
| Bandera de Argentina      | Institución Cultural y Deportiva Pedro Echagüe | (2006)                |
| Bandera de Uruguay        | Biguá                                          | (2006-08)             |
| Bandera de Uruguay        | Biguá                                          | (2008-09) y (2011-12) |
| Bandera de Irán           | Saba Mehr Qazvin BC                            | (2009)                |
| Bandera de México         | Halcones UV Xalapa                             | (2009-2011)           |
| Bandera de Venezuela      | Cocodrilos de Caracas                          | (2008-09-10-11-12)    |
| Bandera de Uruguay        | Aguada                                         | (2012-2014)           |
| Bandera de Puerto Rico    | Capitanes de Arecibo                           | (2014)                |
| Bandera de Puerto Rico    | Vaqueros de Bayamón                            | (2015)                |
| Bandera de Uruguay        | Aguada                                         | (2015)                |
| Bandera de Uruguay        | Hebraica y Macabi                              | (2015-2018)           |
| Bandera de Argentina      | Instituto de Córdoba                           | (2018-2019)           |
| Bandera de Uruguay        | Aguada                                         | (2019-2022)           |
| Bandera de Uruguay        | Larre Borges                                   | (2023)                |
| Bandera de Uruguay        | Biguá                                          | (2023)                |

### Entrenador
Luego de anunciar su retiro en julio de 2024, García Morales puso rumbo hacia México como asistente técnico de Nélson Colón en Astros de Jalisco.
En agosto de 2024 es anunciado como entrenador en jefe de Astros

## Selección nacional
Leandro se ha destacado como jugador en su posición desde los tempranos comienzos de su carrera deportiva, esto no fue ignorado por los seleccionadores nacionales de turno, quienes lo han convocado a integrar la selección nacional desde 1995.
Primeramente integró la selección nacional juvenil donde las competencias lo llevaron a torneos sudamericanos y pre-mundiales en varias ocasiones. Sus destacadas actuaciones hace que también integre la selección mayor del basquetbol nacional a los tan solo 19 años.
A pesar de su corta edad y en los sucesivos años, sus destacadas actuaciones en diferentes torneos y competencias internacionales le garantizan un lugar de preferencia en la Selección Nacional.
En 2007 el equipo mayor logra su única medalla de bronce en la historia de los Juegos Panamericanos de 2007, siendo Leandro un jugador clave del equipo junto a Martín Osimani, Esteban Batista, Fernando Martínez, Nicolás Mazzarino, Mauricio Aguiar, Emilio Taboada, Gustavo Barrera, Sebastián Izaguirre, Claudio Charquero, Gastón Paez y Juan Pablo Silveira y dirigidos por Alberto Espasandín.
En junio de 2012, la Selección Nacional obtiene la medalla de bronce tras vencer a Brasil, siendo Leandro el segundo máximo anotador del Torneo a pesar de jugar con lesiones físicas (74pts - 14,8 PPP). El 16 de junio de 2015 anuncia su retiro de la selección.

## Palmarés
| Año            | Título                                                       |
| -------------- | ------------------------------------------------------------ |
| 2000           | Selección Nacional Uruguay U21                               |
| 2000           | Campeón Sudamericano U21                                     |
| 2000           | Campeón Copa América U21                                     |
| 2000-2012      | Selección Uruguaya de Basquetbol                             |
| 2001           | Campeonato Sudamericano -(Semifinales)                       |
| 2002           | Liga Nacional de Básquet Uruguay - Semifinales               |
| 2002           | Liga Sudamericana Cuartos de final                           |
| 2003           | NCAA Final Four                                              |
| 2003           | Campeón Sudamericano (Bronce)                                |
| 2003           | Juegos Panamericanos                                         |
| 2005           | Latinbasket.com All-Uruguay LUB Escolta del año              |
| 2005 - 2008-09 | Latinbasket.com All-Uruguay LUB 1.er Equipo                  |
| 2005, 2008     | Latinbasket.com Uruguay LUB All-Domestic Players Team        |
| 2006           | Medalla de Bronce en el Campeonato Sudamericano en Caracas   |
| 2007           | Latinbasket.com TNA Argentina Jugador del Año                |
| 2007           | Medalla de Bronce en los Juegos Panamericanos Río de Janeiro |
| 2008-09        | Campeón de la LUB                                            |
| 2008           | Latinbasket.com All-Uruguay LUB Jugador del Año              |
| 2008           | Latinbasket.com All-Uruguay LUB Jugador Nacional del Año     |
| 2008           | Campeón del Sudamericano de Clubes Campeones                 |
| 2008           | Venezuelan Champions                                         |
| 2008           | Campeón del Campeonato Sudamericano de Clubes                |
| 2009           | Semifinalista de la Liga de las Américas                     |
| 2009           | Latinbasket.com All-Uruguay LUB Honorable Mention Team       |
| 2008, 2010     | Campeón de la LPB de Venezuela                               |
| 2010           | Campeón de la LNBP de México                                 |
| 2010           | Latinbasket.com All-Mexican LNBP Player of the Year          |
| 2010           | Latinbasket.com All-Mexican LNBP Guard of the Year           |
| 2010           | Latinbasket.com All-Mexican LNBP Import Player of the Year   |
| 2010           | Latinbasket.com All-Mexican LNBP 1st Team                    |
| 2010           | Latinbasket.com Mexican LNBP All-Imports Team                |
| 2011           | Subcampeón de la LPB de Venezuela                            |
| 2011           | Semifinalista de la LNBP de México                           |
| 2012           | Semifinalista de la LPB de Venezuela                         |
| 2012           | Medalla de Bronce en el Campeonato Sudamericano              |
| 2012-13        | Campeón de la LUB                                            |
| 2013           | MVP de la LUB                                                |
| 2013           | Goleador de la Liga Sudamericana de Clubes 2013              |
| 2013           | Subcampeón de la Liga Sudamericana de Clubes 2013            |
| 2014           | Goleador de la Liga de las Américas 2014                     |
| 2014           | 3º Lugar en la Liga de las Américas 2014                     |
| 2015-16        | Campeón de la LUB                                            |
| 2016-17        | Campeón de la LUB                                            |
| 2017           | MVP de la LUB                                                |
| 2019-20        | Campeón de la LUB                                            |

Fuente: ProSports

### Otros logros
- En marzo de 2017 se convirtió en goleador histórico de la Liga de las Américas con 813 puntos convertidos en diferentes ediciones y con los equipos Biguá (URU), Halcones UV Xalapa (MEX), Cocodrilos de Caracas (VEN), Aguada (URU) y Hebraica y Macabi (URU)[15]

- Nominado al Charrua de Oro en 2009[16]

- Máximo anotador en la historia de los Playoffs de LUB, con 2.023 unidades a marzo de 2019[17]